# Марк Аррецин Клемент (консул-суффект)
Марк Арреци́н Кле́мент (лат. Marcus Arrecinus Clemens; казнён между 86 и 96 годом, Рим, Римская империя) — римский военный и политический деятель, двукратный консул-суффект Империи (в 73 и 83/84 годах).

## Биография
Клемент происходил из всаднического сословия из италийского города Пизавр. Известно, что его отцом являлся префект претория при Калигуле (в 38—41 гг.), носивший такое же имя. Сестра Клемента, Аррецина Тертулла, была первой женой императора Тита. Хотя Клемент и входил в состав сената, он, тем не менее, был назначен префектом претория (обычно на эту должность назначали людей, не принадлежащих к сенаторскому рангу), в 70 году. По свидетельству Корнелия Тацита, избрание Клемента было объяснено заслугами его отца на этом посту. После прибытия Веспасиана в Рим Клемент продолжал занимать должность командира преторианцев вплоть до июня 71 года, когда Тит, сын императора, его заменил.
В 73 году Марк стал консулом-суффектом вместе с Секстом Юлием Фронтином. После Клемент управлял провинцией Тарраконская Испания в качестве легата-пропретора. Затем он снова исполнял функции консула-суффекта (в 83 или 84 году), а в 86 году был назначен префектом города Рима (а не куратором акведуков, как считалось ранее).
Несмотря на то обстоятельство, что Клемент являлся доверенным лицом Домициана, по заявлению Светония он был казнён по приказу императора. Однако Гэвин Тауненд отмечает надпись из Рудии, на крайнем пятачке Италии, на которой некий М. Аррецин Клемент поминается своей женой Корнелией Оцел, что позволяет предположить, что Светоний ошибся и Клемент был изгнан и умер в изгнании, а не казнён.